# 普雷沙克
普雷沙克（法語：Préchac，法語發音：[pʁeʃak]）是法国吉伦特省的一个市镇，属于朗贡区。

## 地理
普雷沙克（44°23'59"N, 0°21'12"W）面积63.87 平方千米，位于法国新阿基坦大区吉倫特省，该省份为法国西南部沿海省份，是法國本土面积最大的省，北起滨海夏朗德省，西临大西洋，南至朗德省，东南接洛特-加龍省，东临多爾多涅省。
与普雷沙克接壤的市镇（或旧市镇、城区）包括：于泽斯特、卡扎利斯、吕克莫、蓬佩雅克、维朗德罗、圣莱热德巴尔松、布里代。

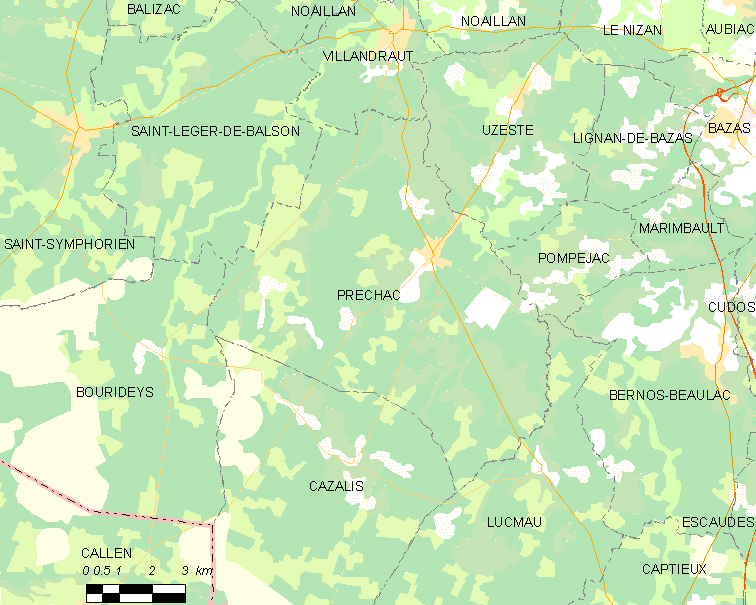
普雷沙克的OSM定位图

普雷沙克的时区为UTC+01:00、UTC+02:00（夏令时）。

## 行政
普雷沙克的邮政编码为33730，INSEE市镇编码为33336。

## 政治
普雷沙克所属的省级选区为南吉伦特县。

## 人口

1962-2008年间普雷沙克人口变化图示

普雷沙克于2022年1月1日时的人口数量为1059人。